# Sterrenwacht (televisieprogramma)
Sterrenwacht was een televisieprogramma op de toenmalige BRT waarin op zoek werd gegaan naar nieuw televisietalent.  Het programma werd gepresenteerd door Luc Appermont.
Deze talentenjacht leverde tal van nieuwe schermgezichten op. Anderen gingen aan de slag bij de radio of achter de schermen bij de openbare omroep. Het eerste seizoen werd uitgezonden in 1989 en werd gewonnen door Donaat Deriemaeker.  Het tweede seizoen werd in 1990 gewonnen door Filip Pletinckx.

## Concept
In elke aflevering moeten twee kandidaten een aantal presentatieopdrachten vervullen, waaronder een interview met een zelfgekozen gast, het aankondigen van de praatgasten en de musicale acts, en een interview met vaste praatgast Jan Decorte die als enige opdracht had om het de kandidaten zo lastig mogelijk te maken.
De kandidaten werden beoordeeld door een vaste jury. In het eerste seizoen bestond die uit Louis De Lentdecker, Niki Bovendaerde en Marcel Vanthilt. In het tweede seizoen waren dat Paul Jambers, Della Bosiers en Frans Boenders. Elke week werd de jury versterkt met een ander gastjurylid.
Naast de beoordeling van de jury konden ook de kijkers telefonisch punten geven.

## Afleveringen

### Seizoen 1
| Afl. | Uitzenddatum     | Kandidaten                                     | Praatgasten                                  | Gastjurylid     |
| ---- | ---------------- | ---------------------------------------------- | -------------------------------------------- | --------------- |
| 1    | 8 juli 1989      | Christiaan Matheve, Geertje Slangen            | Karel Vingerhoets, Freek Neirynck            | Jan Ceuleers    |
| 2    | 11 juli 1989     | Philip Maes, Annick Ruyts                      | Jan Verheyen, Ghislaine Nuytten              | Della Bosiers   |
| 3    | 22 juli 1989     | Donaat Deriemaeker, Hans Otten                 | Jacques Vermeire, Jan Bardi                  | Fred Brouwers   |
| 4    | 29 juli 1989     | Freya Torfs, Jan Cools                         | Jo Leemans, Lou Van Boeckel                  | Kathy Lindekens |
| 5    | 5 augustus 1989  | Leen Pira, Leen Beckers                        | Hilde Van Mieghem, Joris Tulkens             | Kris Smet       |
| 6    | 12 augustus 1989 | Bart Verschueren, Gudrun Van Der Gucht         | Bernard Henri, Annemie Van Winckel           | Betty Mellaerts |
| 7    | 19 augustus 1989 | Rudy Ackaert, Kristel Marten                   | Luc Boudens, Jean Niestadt                   | Emiel Goelen    |
| 8    | 26 augustus 1989 | Patrick Mahieu, Erik Wellens                   | Brigitte Raskin, Michel Follet               | Luk Saffloer    |
| 9    | 2 september 1989 | Donaat Deriemaeker, Annick Ruyts, Leen Beckers | Sonja Barend, Gui Polspoel, Johan Anthierens | Jan Van Rompaey |

### Seizoen 2
| Afl. | Uitzenddatum     | Kandidaten                                             | Praatgasten                                   | Gastjurylid           |
| ---- | ---------------- | ------------------------------------------------------ | --------------------------------------------- | --------------------- |
| 1    | 7 juli 1990      | Sabine De Vos, Ivo Vandeninden                         | Ingrid De Vos, Vic Mees                       | Astrid Joosten        |
| 2    | 14 juli 1990     | Patricia Ceysens, Patrick Hebb                         | Herman Portocarero, Kathy Lindekens           | Karel van de Graaf    |
| 3    | 21 juli 1990     | Nica Broucke, Filip Pletinckx                          | Lieve Joris, Ubert Dejonghe                   | Amanda Spoel          |
| 4    | 28 juli 1990     | Marie-Rose Dingenen, Björn Soenens                     | An Nelissen, Johan Persyn                     | Regine Clauwaert      |
| 5    | 4 augustus 1990  | Gino Conjaerts, Steven Duyer                           | Herman Selleslags, Liva Willems               | Niki Bovendaerde      |
| 6    | 11 augustus 1990 | Ilona Terkessidis, Stanny Rennen                       | Bart Peeters, Gust De Coster                  | Marcel Vanthilt       |
| 7    | 18 augustus 1990 | Mieke houtteman, Miet Fournier                         | Dirk Sterckx, Peter Hens                      | Jo Röpcke             |
| 8    | 25 augustus 1990 | Jan Schoolmeesters, Anja Daems                         | Dré Steemans, Hedwig De Meyer                 | Hans van Willigenburg |
| 9    | 1 september 1990 | Filip Pletinckx, Patricia Ceysens, Marie-Rose Dingenen | Jan Van Rompaey, Willem Duys, Betty Mellaerts | Terry Wogan           |